# Berentzwiller
Berentzwiller (deutsch Berenzweiler) ist eine französische Gemeinde mit 340 Einwohnern (Stand 1. Januar 2022) im Département Haut-Rhin in der Europäischen Gebietskörperschaft Elsass und in der Region Grand Est. Sie gehört zum Gemeindeverband Sundgau.

## Geographie
Berentzwiller liegt im Sundgau, zwischen Altkirch und Basel. Durch das Gemeindegebiet fließt der Thalbach, ein Nebenfluss der Ill. Es liegt im lössbedeckten tertiären Sundgauer Hügelland im Bereich der unter der Lössdecke lagernden Sundgauschotter, der Hinterlassenschaft einer einst (im Pliozän und Altpleistozän) zur Saône hin entwässernden Ur-Aare.
Nachbargemeinden von Berentzwiller sind Jettingen im Westen und Norden, Helfrantzkirch im Nordosten, Ranspach-le-Bas im Osten, Knœringue im Südosten, Muespach im Süden sowie Steinsoultz im Südwesten.

## Geschichte
Berenzweiler wurde 1270 als Beroltzwilr erstmals schriftlich erwähnt. Der Ort gehörte bis 1324 zur Grafschaft Pfirt (Herrschaft Altkirch). Dann gelangte das Dorf durch Heirat der Johanna von Pfirt mit Albrecht II. von Österreich in den Besitz des Hauses Habsburg. Von 1648 an gehörte Berentzwiller nach dem Westfälischen Frieden bis 1871 zu Frankreich. Von 1871 bis 1919 gehörte Berenzweiler durch den Sieg im Deutsch-Französischen Krieg (1870–1871) zum Reichsland Elsass-Lothringen, nach dem Ersten Weltkrieg (1914–1918) wieder zu Frankreich.
Das Benediktinerpriorat Sankt Morand in Altkirch besaß in Berentzwiller einen Dinghof.

### Bevölkerungsentwicklung
| Jahr      | 1962 | 1968 | 1975 | 1982 | 1990 | 1999 | 2006 | 2020 |
| Einwohner | 207  | 207  | 207  | 222  | 233  | 313  | 321  | 341  |

## Sehenswürdigkeiten

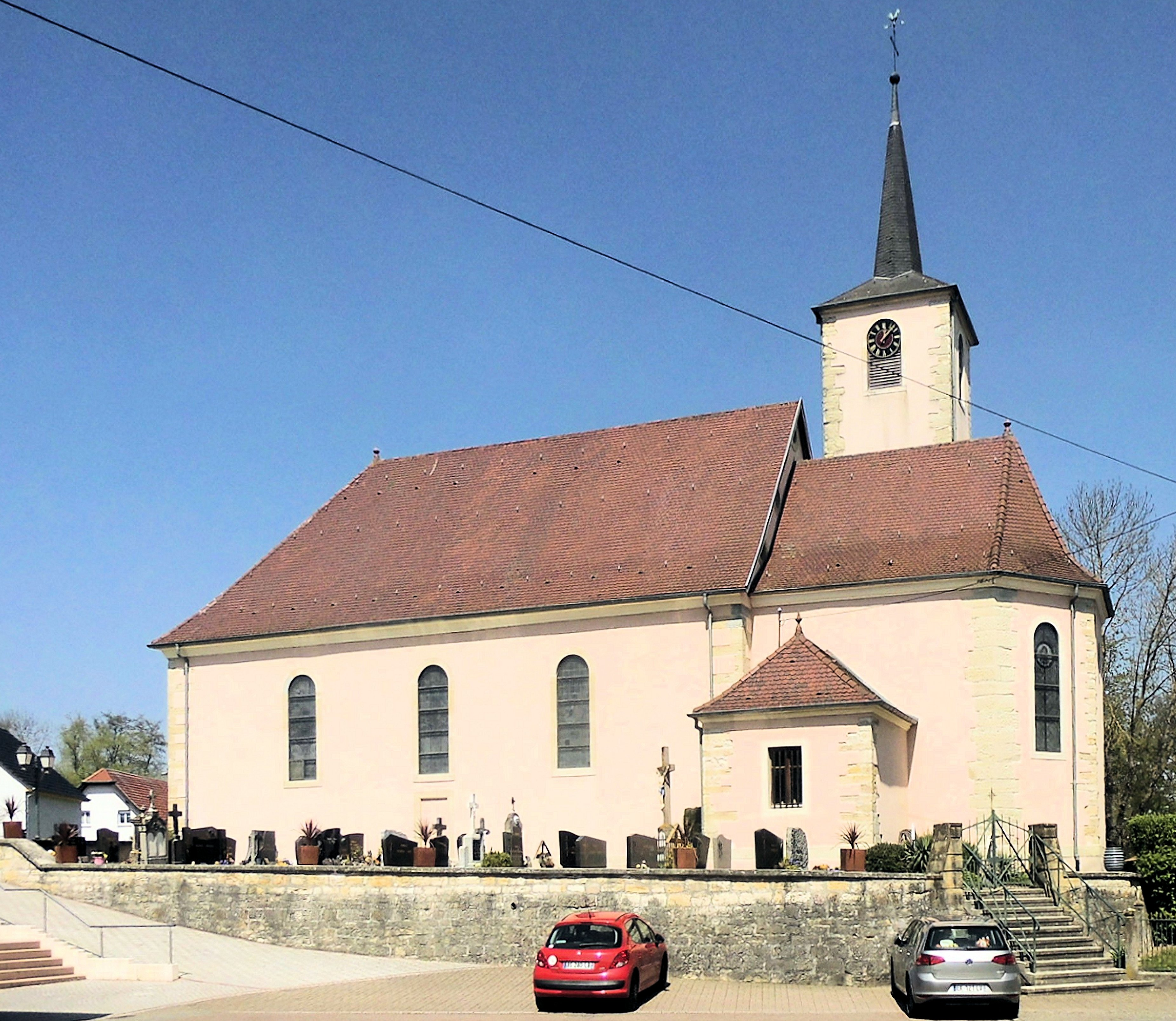
Kirche Saint-Imier

Die erste urkundliche Erwähnung einer Kirche St.-Imier, die dem heiligen Himerius geweiht war, stammt von 1276. 1632 war das Gebäude in schlechtem Zustand. Dennoch wurde erst 1789 ein neues Kirchenschiff gebaut. Der alte Friedhof befand sich südlich der Kirche. Er enthielt 1768 ein Beinhaus, das wahrscheinlich 1789 beim Bau des neuen Kirchenschiffs zerstört wurde. 1839 wurden der Chor, die Sakristei und der Kirchturm erneuert. 1950 wurde das Gebäude renoviert. In der Kirche befinden sich mehrere Gemälde aus dem 18. und 19. Jahrhundert sowie zwei Heiligenstatuen aus dem 15. oder 16. Jahrhundert.
Das Pfarrhaus, ein schlichter Satteldachbau mit Krüppelwalmen an den Giebelseiten, Eckquadern und Segmentbogenfenstern, wurde zwischen 1764 und 1766 im Auftrag des Basler Domstifts, das hier den Zehnten bezog, errichtet. 1846 wurde Baumaterial aus der ehemaligen Schule und aus der Scheune des Pfarrhauses genutzt, um das Pfarrhaus zu renovieren. Die ehemalige Schule, die hinter dem Pfarrhaus stand, wurde 1888 in eine Scheune umgewandelt. Sie brannte 1908 nieder. 1937 wurde das Pfarrhaus restauriert.
Berentzwiller besitzt eine Anzahl gut erhaltener Fachwerkbauten des 18. und 19. Jahrhunderts, alle in Rähmbauweise errichtet. Die Häuser des 19. Jahrhunderts sind mit engmaschigem, regelmäßigem und auf Symmetrie bedachtem Fachwerk erstellt worden. Dem steht das eher altertümlichere Fachwerk des Hauses Nr. 4 Rue Holder entgegen. Rue Principale Nr. 23 hat eine noch in der altertümlicheren Ständerbauweise errichtete Giebelseite, aber eine in Rähmbauweise ausgeführte Traufseite.
Das Schulhaus, ein schlichter Walmdachbau aus der Louis-Philippe-Zeit, wurde 1846 erbaut, moderne Veränderung findet man auf der Giebelseite. Heute dient es als Mairie (Rathaus).

## Wirtschaft
Haupterwerbszweige sind Landwirtschaft und Handel. Die meisten Erwerbstätigen sind Pendler und arbeiten auswärts.

## Trivia
- Der Schauspieler Jean Lefebvre war Pate der Grundschule des Dorfes, der er im Rahmen einer Zeremonie seinen Namen gab. Zu diesem Zweck wurde eine Gedenktafel angebracht.